# Stazione di Sapporo Beer Teien
La stazione di Sapporo Beer Teien (サッポロビール庭園駅?, Sapporobīru-teien-eki) è una stazione della città di Eniwa situata lungo la linea Chitose. Come comprensibile dal nome, la stazione si trova di fronte alla Birreria Sapporo.

## Linee
JR Hokkaido
■ Linea Chitose

## Struttura
La stazione è dotata di 4 binari con due piattaforme a isola.
| 1 | ■ Linea Chitose (binario di sosta)      |  | Per Minami-Chitose, Aeroporto di Shin-Chitose, Tomakomai, Muroran e Hakodate |
| 2 | ■ Linea Chitose (binario di precedenza) |  | Per Minami-Chitose, Aeroporto di Shin-Chitose, Tomakomai, Muroran e Hakodate |
| 3 | ■ Linea Chitose (binario di precedenza) |  | Per Sapporo, Teine e Otaru                                                   |
| 4 | ■ Linea Chitose (binario di sosta)      |  | Per Sapporo, Teine e Otaru                                                   |

## Stazioni adiacenti
| «             | Servizio      | »             |
| Linea Chitose | Linea Chitose | Linea Chitose |
| ------------- | ------------- | ------------- |
| Osatsu        | Locale        | Eniwa         |